# 시미즈 에스펄스
시미즈 에스펄스(일본어: 清水エスパルス 시미즈 에스파루스[*], Shimizu S-Pulse)는 일본 시즈오카현 시즈오카시 시미즈구를 연고지로 하는 J리그 축구팀이다. 팀명 중 S는 시즈오카, 시미즈, 사커의 앞글자를, 펄스(pulse)는 팀을 응원하는 모든 사람의 심장 고동을 뜻한다. 일본의 대표적인 시민 구단으로 100개의 기업, 일반 시민이 주주로 참가한다.

## 역사
1991년 2월에 시미즈 FC로 창단했고, 그 해 3월 현재의 이름인 시미즈 에스펄스로 이름을 변경했다. J리그 참가가 승인된 뒤 1992년에 야마자키 나비스코컵에 참가해 결승전까지 오르는 신생팀 돌풍을 일으키나, 결승에서 베르디 가와사키에게 패한다.
1993년 전기리그 3위의 여세를 타고 야마자키 나비스코컵 패권에 다시 한 번 도전하나 또 다시 베르디 가와사키에게 패하며 고배를 마셔야했고, 1994년 전기리그에서는 산프레체 히로시마에게 우승컵을 내주며 또 다시 대권도전에 실패한다. 그들의 준우승 한이 풀린 것은 1996년 야마자키 나비스코컵에서 베르디 가와사키를 꺾고 우승을 차지하면서였다.
1997년 말 운영사인 에스랩 커뮤니케이션즈의 파산으로 한 때는 공중분해 위기에 처하나 시즈오카현 향토기업들이 출자한 에스펄스가 팀을 인수하면서 팀이 정상화되고, 이 때부터 팀은 매년 우승권에 도달하는 강호로 부상한다.
1999년에는 제록스 슈퍼컵 준우승, J1리그 준우승을 차지하고, 베스트 일레븐에 6명의 선수가 발탁되면서 최고의 해를 보냈고, 2000년의 아시아 컵 위너스컵 우승, 2001년의 천황배 및 제록스 슈퍼컵 우승, 2002년의 제록스 슈퍼컵 우승으로 3년 사이 4개의 우승컵을 독식하게 된다.
2005년 천황배에서 결승까지 한골도 허용하지 않는 기염을 토했지만 우라와 레즈와의 결승에서 2:1로 패하고 말았다.
2024년 J2 리그에서 최종 1위를 기록해 2025년 3년 만에 다시 J1 리그로 복귀에 성공하였다.

## 선수단

### 현
참고: FIFA 자격 규정에 따라 소속된 국가대표팀 국기를 표시합니다. 선수는 복수의 FIFA 비회원국 국적을 가지고 있을 수 있습니다.
| 번호 | 포지션 | 국적 | 이름            |
| ---- | ------ | ---- | --------------- |
| 1    | GK     |      | 니시베 요헤이   |
| 2    | MF     |      | 시미즈 고헤이   |
| 3    | DF     |      | 이누카이 도모야 |
| 5    | DF     |      | 가마타 쇼마     |
| 6    | MF     |      | 스기야마 고타   |
| 7    | MF     |      | 혼다 다쿠야     |
| 10   | MF     |      | 시라사키 료헤이 |
| 11   | FW     |      | 무라타 가즈야   |
| 13   | GK     |      | 로쿠탄 유지     |
| 14   | MF     |      | 구스카미 준페이 |
| 15   | MF     |      | 효도 아키히로   |
| 17   | MF     |      | 가와이 요스케   |
| 18   | FW     |      | 하세가와 유     |
| 20   | FW     |      | 오세훈          |

| 번호 | 포지션 | 국적 | 이름              |
| ---- | ------ | ---- | ----------------- |
| 21   | GK     |      | 다카기와 도루     |
| 23   | FW     |      | 기타가와 고야     |
| 25   | DF     |      | 마쓰바라 고       |
| 26   | DF     |      | 후타미 히로시     |
| 27   | DF     |      | 이이다 타카히로   |
| 29   | MF     |      | 이시게 히데키     |
| 30   | FW     |      | 가네코 쇼타       |
| 31   | GK     |      | 아라이 요시아키   |
| 32   | MF     |      | 미츠자키 신       |
| 33   | FW     |      | 히라츠카 진       |
| 34   | MF     |      | 타키 유타         |
| 35   | DF     |      | 이토 켄타         |
| 36   | MF     |      | 니시무라 야스후미 |
| 37   | FW     |      | 다카하시 다이고   |
| 43   | GK     |      | 우에쿠사 유키     |
| 44   | DF     |      | 프레이레          |
| 45   | DF     |      | 가쿠다 마코토     |

## 역대 감독
| 감독                | 임기      |
| ------------------- | --------- |
| 에메르송 레앙       | 1992~1994 |
| 호베르투 히벨리누   | 1994      |
| 오스발도 아르딜레스 | 1996~1998 |
| 스티브 페리맨       | 1999~2000 |
| 교토쿠 고지         | 2003      |
| 하세가와 켄타       | 2005~2010 |
| 압신 고트비         | 2011~2014 |
| 히라오카 히로아키   | 2020      |
| 미겔 앙헬 로티나    | 2021      |
| 히라오카 히로아키   | 2021~2022 |
| 제 리카르도         | 2022~2023 |
| 아키바 다다히로     | 2023~     |

## 우승

### 국내 대회
- 천황배 : 2001-02 시즌
- J리그컵 : 1996년
- 제록스 슈퍼컵 : 2001년, 2002년

### 국제 대회
- 아시아 컵 위너스컵 : 2000년